# 林紹 (嘉靖進士)
林紹（1542年—？），字文肖，號碧潭，福建漳州府漳浦縣人，民籍，明朝政治人物。

## 生平
嘉靖四十年（1561年）辛酉科福建鄉試舉人，嘉靖四十四年（1565年），登乙丑科第三甲第一百六十八名進士，礼部观政，本年八月授官太平知县，四十五年十一月调直隸丹陽縣知縣。隆慶二年（1568年）六月升户部主事，五年二月调兵部，十月升员外，六年七月升郎中，万历元年（1573年）五月升荆州知府，五年二月升徐州兵备副使，六年十月与总河都御史潘季驯、漕运侍郎江一麟以治河议相左，各相论列，林绍被令冠帶閑住致仕。

## 家族
曾祖父林表，知府；祖父林賁，庠生；父林效，府經歷累封郎中。前母王氏，贈宜人；母朱氏，累封宜人。弟林綰（庠生）。
子源昌、源太、源京、源武、源符。